# Pekan Heran
Pekan Heran is een bestuurslaag in het regentschap Indragiri Hulu van de provincie Riau, Indonesië. Pekan Heran telt 2848 inwoners (volkstelling 2010).